# Alberto Cerqui

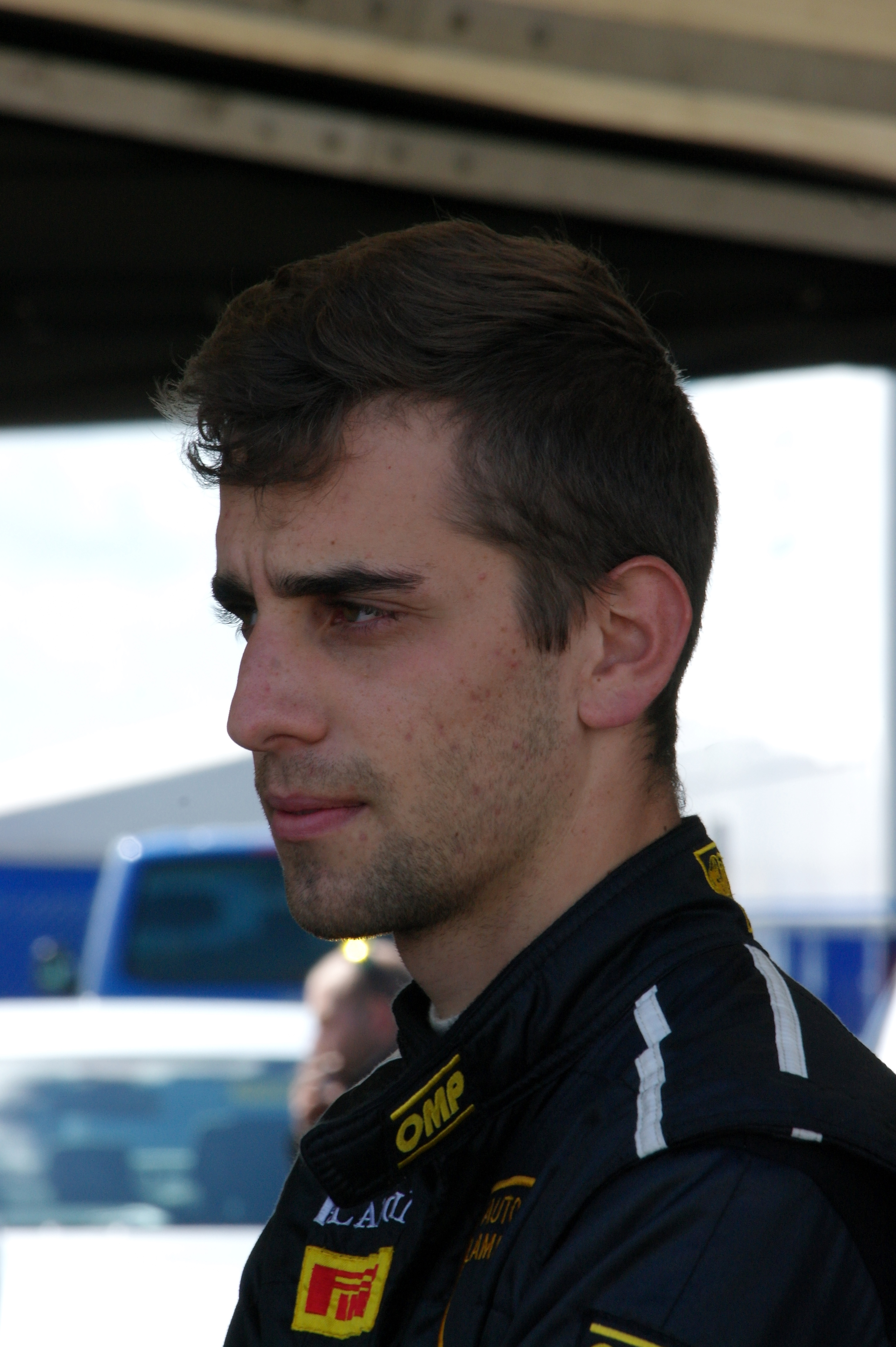
Alberto Cerqui (2014)

Alberto Cerqui (* 20. Juni 1992 in Brescia) ist ein italienischer Autorennfahrer. Er gewann 2011 die italienische Wertung der Superstars Series. 2012 ging er in der Tourenwagen-Weltmeisterschaft an den Start.

## Karriere
Cerqui begann seine Karriere wie die meisten Motorsportler im Kartsport, in dem er von 2002 bis 2008 aktiv war. 2009 wechselte er in den Formelsport und trat in der Formel Azzura an. Er entschied 4 von 16 Rennen für sich und wurde Meister. 2010 erhielt Cerqui ein Cockpit bei Ombra Racing in der italienischen Formel-3-Meisterschaft. Mit einem neunten Platz als bestes Ergebnis schloss er die Saison auf dem 19. Rang in der Meisterschaft ab.
2011 entschied sich Cerqui für einen Wechsel in den Tourenwagensport. Bei ROAL Motorsport, die als Team BMW Italia antraten, erhielt er ein Cockpit in der Superstars Series. Er gewann drei Rennen und stand insgesamt neunmal auf dem Podium. Am Saisonende war er Sieger der italienischen Wertung und lag auf dem dritten Platz in der internationalen Wertung. In beiden Wertungen war er bester BMW-Pilot. 2012 ging Cerqui für ROAL Motorsport in der Tourenwagen-Weltmeisterschaft (WTCC) an den Start. Er pilotierte einen BMW 320 TC. Nach dem zweiten Rennwochenende belegte er den zwölften Gesamtrang.

## Karrierestationen

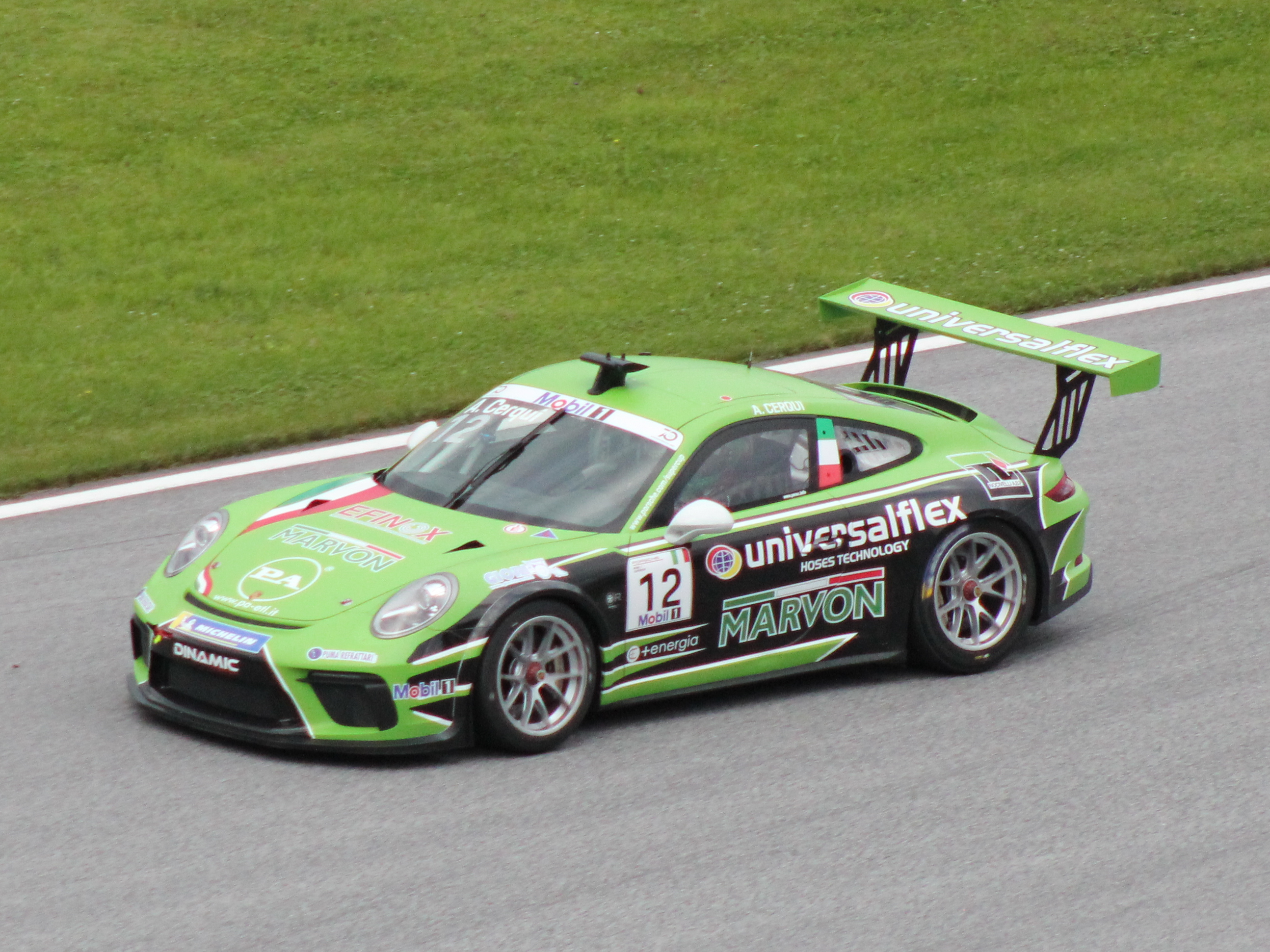
Alberto Cerqui beim Porsche Supercup-Rennen am Red Bull Ring 2018

| - 2002–2008: Kartsport - 2009: Formel Azzura (Meister) | - 2010: Italienische Formel 3 (Platz 19) - 2011: Superstars Series, International (Platz 3) | - 2011: Superstars Series, Italien (Meister) - 2012: WTCC |